# ديفيد إنجل (أستاذ جامعي)
ديفيد إنجل (بالإنجليزية: David Engel)‏ هو مؤرخ أمريكي، ولد في 1951.